# 1942 en football
Cet article présente les faits marquants de l'année 1942 en football.

## Chronologie
- 8 mars : à Marseille, l'équipe de France s'incline 0-2 face à l'équipe de Suisse.
- 15 mars : à Séville, l'équipe d'Espagne s'impose 4-0 face à l'équipe de France.
- 17 mai : le Red Star remporte la Coupe de France face au FC Sète, 2-0.
- 27 septembre : l'US Marocaine remporte la Supercoupe du Maroc face au CS Marocain sur le score de 6-3.
- 17 octobre : À Lausanne, sous la présidence de Karl Kobelt, chef du Département militaire, match amical entre la Suisse et l'Allemagne (3-5)
- 11 décembre, Coupe de France, seizièmes de finale : le Racing Club de Lens s'impose sur le score fleuve de 32-0 face au club d'Auby-Asturies.

## Champions nationaux
- Le Wydad AC est sacré champion du Maroc (Promotion) - Groupe Centre.
- Le FC Schalke 04 remporte le championnat d'Allemagne.
- Le K. Liersche SK est champion de Belgique 1942 (1er « championnat de guerre »).
- Le FC Valence est sacré champion d'Espagne.
- L'AS Rome est championne d'Italie.
- L'US Marocaine remporte le championnat du Maroc (Division Honneur).
- Le Wydad AC est sacré champion du Maroc (Division Pré-honneur).

## Naissances
Plus d'informations : Liste d'acteurs du football nés en 1942.
- 25 janvier : Eusébio, footballeur portugais.
- 27 février : Klaus-Dieter Sieloff, footballeur allemand.
- 28 février : Dino Zoff, footballeur italien.
- 17 mai : Philippe Gondet, footballeur français.
- 18 mai : Nobby Stiles, footballeur anglais.
- 19 juin : Bernard Bosquier, footballeur français
- 18 juillet : Giacinto Facchetti, footballeur italien.
- 2 août : Ilija Pantelić, footballeur yougoslave.
- 7 août : Sigfried Held, footballeur allemand.
- 13 août : Georges Carnus, footballeur français.

## Décès
- 26 janvier : décès à 86 ans d'Edward Lyttelton, international anglais.
- 20 mai : décès à 78 ans de John Goodall, international anglais ayant remporté le Championnat d'Angleterre ainsi que la Coupe d'Angleterre en 1889 devenant entraîneur.
- 12 août : décès à 48 ans de Gustaf Carlsson, international suédois ayant remporté la médaille de bronze aux Jeux olympiques 1924. Il fut également sélectionneur de son pays.
- 27 août : George Holley, footballeur anglais.
- 13 septembre : Jack Parkinson, footballeur anglais.

## Liens
- RSSSF : Tous les résultats du monde